# 第二次ネオ・ジオン抗争
第二次ネオ・ジオン抗争（だいにじネオ・ジオンこうそう）は、映画『機動戦士ガンダム 逆襲のシャア』で描かれた地球連邦軍と新生ネオ・ジオンによる架空の戦争。「シャアの反乱」、「アクシズ戦争」または資料によっては「第二次ネオ・ジオン戦争」と呼称されている。

## 背景
宇宙世紀0089年1月、ネオ・ジオンの自滅的敗北によるエゥーゴの勝利という形で第一次ネオ・ジオン抗争は終結した。事態は鎮静化したように見えたが連邦は何の対策も講じてはおらず、度重なる戦争で生じた難民に対する救済措置も老朽化したコロニー2基を改造してつなぎ合わせたものに強制的に収容するといったおざなりなものだった。アースノイドとスペースノイド間の軋轢は少しも解消されておらず、8月25日にはスペースノイド寄りのコロニーに対する経済制裁も加えられた 。この時期の反地球連邦運動はかつてのサイド3のときのような狂騒状態には至らなかったものの、広くスペースノイド全体に敷衍されたものとなっていき、地球連邦政府に対する反感も徐々に人々の中に醸成されていった。
宇宙世紀0090年に入り、反地球連邦組織の活動は激化していった。エグムやNSPなどの大掛かりな規模を持つ組織もあり、モビルスーツ（MS）や宇宙艦艇まで調達し連邦への妨害工作も顕著になった。テロや小規模な戦闘が頻発し、その対応に迫られた連邦は同年の3月21日付けで連邦軍の外郭新興部隊ロンド・ベルを再編し、装備と人員の拡充を行った。しかし、実働部隊としてのロンド・ベルは組織規模が依然として小さく、空コロニーなどが点在する月軌道内外の暗礁空域などの捜索は物理的に不可能であった（これに加えロンド・ベルはシャアの反乱までの2年間で全部のコロニーの調査を行ったが、大多数のスペースノイドは地球から宇宙を支配している地球連邦政府を嫌っており、ロンド・ベルが調査に行っても民間人がガードしてしまい、シャアによる軍事力整備を発見することができなかった）。 また、当時の連邦軍の戦略は有事を想定しておらず、国家規模の戦争には到底、迅速な対応ができるものではなかったのである。 
一方、シャアは反地球連邦組織やハマーン・カーンのネオ・ジオンの残党らを糾合し、さらにアナハイム・エレクトロニクス（AE）社に新型MSなどを製造させるなど軍備の増強を進めていた。

## 経過

### ネオ・ジオンの蜂起
0092年12月22日、総帥シャア・アズナブル率いる新生ネオ・ジオン艦艇がサイド1のスウィート・ウォーターを占拠した。これを受け、地球連邦政府の高官ジョン・バウアー（ロンド・ベル隊の主力MSであるジェガンの量産指示を宇宙世紀0089年当時に強行したのも彼である）の指示により同年の12月25日にロンド・ベル隊の増強が行われ、組織的にも実戦部隊として機能できるように再編成された。大気圏周回用ガルダに配属されていたブライト・ノアもそれまでの経験を買われ、旗艦ラー・カイラムの艦長としてロンド・ベル隊に編入されたがそれでも戦力は十分ではなかった。
一年戦争から第一次ネオ・ジオン抗争に至るまで、総力戦や物量戦を除いた重大な戦局でのニュータイプ専用MSの重要性を熟知していたロンド・ベルのMS隊隊長アムロ・レイ大尉は、ネオ・ジオンがニュータイプを戦闘に投入してきた場合を想定して、Ζガンダムの量産機であるリ・ガズィを導入した。しかし、それでも戦力不足であると判断したため、AE社のフォン・ブラウン工場の協力を取り付けてサイコミュ搭載のνガンダムを開発していた。
0093年2月27日、シャアはインタビュー番組内で地球連邦に対する事実上の宣戦布告を行う。

### 開戦
0093年3月3日、スウィート・ウォーターを発進したネオ・ジオン艦隊は地球連邦政府の油断をつき、少数精鋭をもって電撃的に地球の衛星軌道上にあった小惑星5thルナを占拠。連邦政府を恫喝するため、当時の連邦本部が置かれていたチベットのラサへ5thルナ落下を決行する。ロンド・ベルは5thルナ落としを阻止するべくネオ・ジオン軍と交戦するが、5thルナの核パルス・エンジンを破壊することはできなかった。両軍のMSが撤退した後は、ロンド・ベルは各サイドに5thルナへ向けて攻撃要請を行ったが、コロニーの内乱を恐れたサイド1はこれを聞き入れなかった。サイド2からはレーザー攻撃が行われたが数が少なく到底5thルナの破壊には至らず、レーザー攻撃をしている部分はネオ・ジオンのシンパが潜り込み自爆攻撃によって破壊されてしまった。そして5thルナはラサへと落着し、避難の完了していなかった多くの一般市民が犠牲となった。
リ・ガズィに搭乗したアムロ・レイは5thルナ落としを阻止する際にシャアのサザビーと交戦していた。戦闘で圧倒されたアムロはMSの性能差を痛感し、自身が開発に関与していたνガンダムを受領するため、AE社フォン・ブラウン工場へ赴いた。

### 偽りの和平交渉
ラサへの隕石落とし後、ネオ・ジオンは和平交渉を地球連邦政府に申し入れ、和平交渉がサイド1のロンデニオンで極秘裏に行われることとなった。この和平交渉には総帥のシャアが立ち会うこととなり、シャアがロンデニオンへ潜入することをロンド・ベルに悟られないため、ネオ・ジオンはロンド・ベルへ陽動攻撃を仕掛ける。攻撃中に完成したνガンダムが戦列に加わったが、シャアのロンデニオン潜入は成功し、ネオ・ジオンは撤退する。ロンド・ベルはネオ・ジオンが攻撃を仕掛けた意図を看破できなかった。
3月6日、ロンデニオン内のホテル・キャンベラにて和平交渉は行われた。アデナウアー・パラヤ以下の連邦政府代表とネオ・ジオンの参謀ホルスト・ハーネス、そして総帥のシャア・アズナブルが会談のテーブルに着いた。交渉はネオ・ジオン艦隊がルナツーで武装解除し、ネオ・ジオンが買い取ったアクシズを自らスウィート・ウォーターに輸送するという内容で合意した。しかし、この和平交渉は欺瞞だった。この後、ロンデニオン内にてシャアとアムロが偶然再会し、アムロはシャアを殺害しようとするがクェス・パラヤの妨害にあい失敗している。

### アクシズ落とし
3月12日、ネオ・ジオンは艦隊を二手に分け、一方はダミーバルーンで艦艇数を偽装した上で、武装解除地点である連邦軍宇宙基地ルナツーへ向かい、和平成立と思い込み油断していた連邦軍を少数戦力による騙し討ちで壊滅させ、ルナツーを占領した。ネオ・ジオン軍の武装解除に立ち会うためにルナツーに来ていた連邦側の代表アデナウアー・パラヤ参謀次官もロンド・ベル隊の艦艇に乗艦していた為この戦闘で死亡する。一方、シャアに率いられた残りの艦隊はアクシズを占領した。
ロンデニオンでの和平交渉に立ち会っていた地球連邦政府監査局のカムラン・ブルームは、旧知のブライト・ノア大佐にシャアのロンデニオン潜入をリークする。また、アムロは武装解除に向かうネオ・ジオン艦隊の中継画像から、艦隊にダミーが混じっていることを見抜く。ブライトたちはシャアがアクシズを地球に落下させると判断し、カムランの協力を得てルナツー以外に保管されていた核兵器15基を調達し、アクシズ落下を阻止するため向かった。
ルナツーとアクシズを占拠したネオ・ジオンは、ルナツーに貯蔵されていた核兵器をアクシズに移送し、アクシズの核パルスエンジンに点火し地球への落下コースに乗せるが、ロンド・ベル隊の活躍によってアクシズは二つに大きく分断された。しかし、爆発の威力が強すぎた為に分断されたアクシズの後部がもはや阻止不可能と見えるほどに地球に接近しており、その巨大な影が地表から目視できるほどであった。だがアムロは「ふざけるな！たかが石ころ1つ、ガンダムで押し出してやる！！」とνガンダムでアクシズの軌道を逸らそうとした。その上、命令が出たわけでもないにもかかわらず、周辺空域を警戒していた連邦軍の艦隊が引きつけられるようにアクシズに集結する。多数の連邦軍MSパイロットのみならず、アクシズを地球に落とすために戦っていたネオ・ジオンMSパイロットまでがアムロの行動に同調し、「ロンド・ベル隊にだけいいカッコはさせませんよ」「地球が駄目になるかならないかなんだ、やってみる価値ありますぜ！」と敵同士のはずの双方が死を覚悟しながらアクシズ落下阻止に尽力するという奇跡的な事態となった。そしてνガンダムの機体から突如として発せられた“虹色の光”はアクシズのみならず地球全体を覆うほどのオーロラへと拡大し、その超常的な力でアクシズは地球への軌道を離れていった。

### 終戦
アクシズの地球落下は阻止されたが、アムロとシャアの二人は行方不明となった。交戦団体としての新生ネオ・ジオンの活動はこの作戦の終結をもって終了し、後にジオンの各残党をまとめ上げた武装集団「袖付き」の登場まで沈静化することとなる。

## アクシズが逸れた原因
アクシズが地球から逸れた説には大きく分けて二つある。「ミノフスキー共鳴力場仮説」と「サイコ・フィールド説」である。2014年に制作されたOVA版『機動戦士ガンダムUC』以降の作品、資料では、サイコ・フィールド説が使用されることが多い。

### ミノフスキー共鳴力場仮説
初出は『「機動戦士ガンダム 逆襲のシャア」―劇場用アニメ映画第4作フィルムコミック』。アムロの搭乗するνガンダムのスラスター推力で、アクシズの破片の軌道変更を行うのは物理的に不可能である。この現象は、周辺に大量に散布されていたミノフスキー粒子の立体格子状構造が、サイコフレームから発振するアムロとシャア二人のニュータイプの感応波によって振動、導電性物質であるアクシズの破片に対して反発力として働いた。つまり偶発的にミノフスキー・クラフトに似た現象が大規模に起こったものだと推測されている。

### サイコ・フィールド説
大気の断熱圧縮によって燃え上がったアクシズであったが、それでもアムロは諦めようとはせず、シャアの制止を振り切って、νガンダムでアクシズの軌道を変えようとする。これはあまりに無謀な行動だったが、アムロの精神の昂ぶりがサイコ・フレームの共振を招き、発せられたサイコ・ウェーブに引き寄せられたかのように地球連邦、ネオ・ジオンのMSがアクシズの落下阻止に手を貸すまでになった。この事態を前にしたシャアは人間の可能性を見出すが、その一方で、優しさを発揮する人間が戦闘という悲惨な結果をも生み出すと悲観。対するアムロはあくまで人間の可能性を信じようとする。するとオーバーロードしたサイコフレームが特殊な力場（サイコ・フィールド）を形成。その輝きでアクシズを包み込むと、落下軌道から逸らせたのだった。これは人類が観測した最初で最大の規模のサイコ・フィールドであったとされる。

## アクシズ・ショック
名称の初出は、小説版『機動戦士ガンダムUC』。
νガンダムによってもたらされた輝きは地上の各地で目撃され、人々の心に強烈な印象を残す。そして、小惑星アクシズの軌道を1機のMSが変えるという謎の現象は、第二次ネオ・ジオン抗争の後に「アクシズ・ショック」と名付けられ、世界のパワーバランスを崩しかねない制御不能な力の発現に恐れを覚えた連邦軍によってサイコフレームの研究・開発は凍結されることとなる。
漫画『機動戦士ガンダムUC 虹に乗れなかった男』において
本作内では第二次ネオ・ジオン抗争直後の連邦軍上層部が本現象を命名するシーンが存在する。作中では世界のパワーバランスを容易に覆す恐るべきその力はショックと言う他あるまいと語られている。